# Enganyapastors de les espines
L'enganyapastors de les espines (Caprimulgus donaldsoni) és una espècie d'ocell de la família dels caprimúlgids (Caprimulgidae) que habita zones àrides amb matolls espinosos de l'extrem sud-est del Sudan, sud i est d'Etiòpia, Somàlia, nord-est de la República Democràtica del Congo, Ruanda, Burundi, Uganda, Kenya i nord-est de Tanzània.